# Hilduí de Milà
Hilduí de Milà va ser un monjo de l'abadia de Lobbes, bisbe de Lieja de 920 a 921, bisbe de Verona de 928 a 932 i arquebisbe de Milà de 932 fins a la seva mort el 24 de juliol de 936.
El monjo Hilduí, concupiscent del bisbat esdevingut ric, després les adquisicions considerables dels bisbes precedents, Francó i d'Esteve de Tongeren, va cercar el suport de Gislebert de Lotaríngia i d'Enric I d'Alemanya per a obtenir la seu cobejada.
Li faltaven diners al duc Gislebert per a la seva campanya militar contra Carles III. Hilduí li prometí una suma important. Va ser consagrat per l'arquebisbe Herman I de Colònia. Quan Hilduí va començar a robar el tresor del capítol de Lieja per a pagar Gislebert, els liegesos van queixar-se prop de Carles. Aquest va informar el Vaticà i els prelats del seu regne dels crims d'Hilduí. Mentrestant, el capítol de Sant Lambert van elegir un nou bisbe, Richer. El papa Joan X va convocar ambdós a Roma, va excomunicar Hilduí i confirmar Ricari.
Hilduí que va fugir cap a Itàlia prop d'Hug d'Arle, que set anys més tard va suportar la seva elecció com a bisbe de Verona i el 932 com a arquebisbe de Milà.